# Mario Rizzatti
Mario Rizzatti (Fiumicello, 30 gennaio 1892 – Castel di Decima, 4 giugno 1944) è stato un militare italiano, decorato dalla Repubblica Sociale Italiana con la medaglia d'oro al valor militare alla memoria durante la seconda guerra mondiale.

## Biografia
Nacque a Fiumicello, il 30 gennaio 1892, allora territorio dell'Impero Austro-Ungarico, e terminate le scuole elementari si rifiutò di continuare gli studi volendo seguire il mestiere di contadino del padre. Obbligato dai genitori a frequentare le scuole magistrali di Capodistria, si diplomò maestro nel 1911, e in quello stesso anno iniziò ad insegnare a Muscoli, nei pressi di Cervignano. Sposatosi con Federica Comelli von Stuckenfeld con l’avvicinarsi dello scoppio della prima guerra mondiale, il 20 luglio 1914 fu arruolato nell’Imperial regio Esercito e mandato a Lubiana. Il 26 dello stesso mese iniziarono le operazioni belliche contro la Serbia, e pochi giorni dopo contro l’Impero russo. Non volendo andare a combattere in Galizia, aiutato dal fratello Giuseppe, disertò e si rifugiò a Palmanova per raggiungere poi Venezia dove conobbe altri esuli giuliano-dalmati fra cui Nazario Sauro.

### Prima guerra mondiale
Con l’entrata in guerra dell’Italia, il 24 maggio 1915, il giorno dopo si arruolò volontario nel Regio Esercito, assegnato al 2º Reggimento fanteria. Verso la fine del mese di giugno combatte sul Podgora.   In seguito per avere criticato la tattica degli assalti frontali a ogni costo tenuta dal Comando Supremo secondo le direttive dal Capo di stato maggiore Cadorna fu espulso dalla Scuola allievi ufficiali di Cormons che stava frequentando. Nel 1917 ottenne la nomina a sottotenente, assumendo poi il comando di un plotone e in seguito, con il grado di capitano, di una compagnia, distinguendosi sul Monte Zegna, in Val Lagarina e al Passo Buole.
Al termine del conflitto fu nominato Commissario prefettizio di Fiumicello, aderendo poi al Partito Popolare. Quando i “popolari” adottarono metodi massimalisti si avvicinò al movimento fascista, dimettendosi da Commissario prefettizio il 4 marzo 1921, in disaccordo sulla requisizione dei cereali ai contadini voluta dal governo. Il 9 febbraio 1922 si iscrisse al Partito Nazionale Fascista, prendendo parte alla marcia su Roma e riprendendo poi il mestiere di insegnante. Entrato in disaccordo con il Provveditore agli studi per la politica del trasferimento di insegnanti meridionali, che non parlavano bene l’italiano, in Friuli finì sotto processo, rimediando una sospensione dello stipendio e una multa. Trasferito dapprima a Milano e poi a Roma, fu richiamato in servizio attivo il 6 settembre 1939 per la promozione a capitano in servizio permanente effettivo, assegnato al 396º Battaglione costiero, ma venne congedato.

### Seconda guerra mondiale
Fu nuovamente richiamato in servizio in fanteria il 3 giugno 1940 presso il 408º Battaglione costiero, anch’esso di stanza in Sardegna. Nel marzo 1942 presentò domanda di ammissione presso la Scuola paracadutisti di Tarquinia, venendovi ammesso, e nel giugno 1943 ritornò in Sardegna quale maggiore comandante del XII Battaglione, 184º Reggimento, 184ª Divisione paracadutisti "Nembo".
All’atto dell’armistizio dell’8 settembre decise di ammutinarsi, seguito in blocco dagli uomini del XII Battaglione, nonostante le pressioni esercitate su di lui dal generale Ercole Ronco, comandante della divisione.
Transitato in Corsica il XII Battaglione al seguito dei tedeschi, fu trasferito a Pisa a bordo di velivoli da trasporto Junkers Ju 52 tedeschi. Il 22 gennaio 1944 gli alleati sbarcarono ad Anzio, e il suo battaglione, inserito nel 1º Corpo d’armata tedesco, entrò in azione l’11 febbraio dello stesso anno. Il 10 marzo dovette recarsi a Salò per appianare un incidente scoppiato in seguito all’invio di una lettera ad una sua amica goriziana, intercettata dalla censura e recapitata personalmente a Mussolini, in cui il Duce veniva definito "una Maddalena pentita", ma all’invito del segretario particolare del Duce Bortolo Giovanni Dolfin che gli chiedeva di scusarsi per iscritto egli diede risposta negativa dicendo che non aveva niente di cui chiedere perdono, e fu lo stesso Mussolini, colpito dal suo atteggiamento a chiudere l’incidente.
Ritornato nella zona dello sbarco di Anzio, dove gli alleati avevano oltrepassato la linea difensiva tedesca a Nettuno, il suo reparto rimase di retroguardia attestandosi a Castel di Decima. Dopo aver respinto un primo attacco inglese, il 4 giugno i paracadutisti furono attaccati da carri M4 Sherman del 46° Royal Tank Regiment unitamente ad altre colonne avanzanti sulla via Laurentina incolonnati nella strettoia di Fosso Malfosso. In due grotte, ai lati della via obbligata, era sistemato il suo comando tattico privo di armi controcarro e la situazione divenne immediatamente drammatica. Attaccati, per cercare di alleggerire la pressione, seguito dal suo portaordini Massimo Rava, uscì dal comando, e con mitra e bombe a mano si avventò sul primo carro. I due paracadutisti vennero però colpiti ed uccisi dalle raffiche di mitragliatrice sparate da quello successivo, ma l’attacco consentì agli uomini al comando del capitano Edoardo Sala di lanciarsi al contrattacco ed usando i panzerfaust anticarro e fermare l’avanzata dei carri dando il tempo ai rimanenti uomini di ripiegare combattendo verso Roma, dove, alla Magliana e all’EUR furono gli ultimi a difendere la città dall’avanzata alleata.
Il corpo del maggiore Rizzatti fu precariamente seppellito dinnanzi alle due grotte nella tenuta del conte Vaselli, ma ad occupazione alleata compiuta il locale medico condotto ne dispose l’esumazione e la successiva cremazione. L’operazione riuscì parzialmente, e ciò che rimaneva della salma fu successivamente sepolta in una fossa comune al Cimitero del Verano.

### Annotazioni
1. ↑  Era il sesto di sei maschi e due femmine.
2. ↑  Nativa di Trieste, lavorava come impiegata postale a Cervignano.
3. ↑  Giuseppe era un noto irredentista di Jalmicco, e morì in seguito alla deportazione a Stara Gradiška.
4. ↑  Era già stato brevemente richiamato in servizio nel 1930 e poi nel 1936.
5. ↑  Il generale Ronco si recò personalmente sulla strada di Macomer a parlare con lui, ottenendo la seguente risposta: Lasciatemi morire per la mia patria. Anche il Capo di stato maggiore della divisione, tenente colonnello Alberto Bechi Luserna, si recò a Macomer scortato dai carabinieri per convincere gli ammutinati a prestare fede al giuramento di fedeltà, ma venne ucciso da una raffica di mitra ad un posto di blocco del XII Battaglione in località Borore.
6. ↑  Un giovane di diciotto anni.

### Fonti
1. 1 2 3 4 5 6 7 8  Rocco 2000, p. 154.
2. 1 2 3 4 5 6 7  Frescaroli 1970, pp. 160-164.
3. 1 2 3  Rocco 2000, p. 153.
4. 1 2  Francesconi 2006, p. 47.

### Periodici
- A. Frescaroli, Franco Massara, Sull’altra barricata: per chi combatterono?, in I grandi enigmi degli anni terribili, n. 171, Ginevra, Editions de Crémille, 1970.